# Soricomys musseri
Soricomys musseri är en gnagare i familjen råttdjur som förekommer på Filippinerna.
Arten blir med svans 188 till 198 mm lång, svanslängden är 88 till 95 mm och vikten varierar mellan 21 och 32 g. Djuret har 19 till 24 mm långa bakfötter och 14 till 15 mm långa öron. Hela kroppen är täckt av rödbrun päls. Huvudet kännetecknas av en spetsig nos, små ögon och små öron. Vuxna hannar har en påfallande stor scrotum. Soricomys musseri skiljer sig från den andra arten i samma släkte genom avvikande genetiska egenskaper.
Denna gnagare är bara känd från några individer som hittades vid berget Cetaceo på ön Luzon i norra Filippinerna. Arten påträffades mellan 1500 och 1650 meter över havet. Habitatet utgörs av fuktiga bergsskogar. Individerna är dagaktiva och de söker i lövskiktet efter insekter, daggmaskar och andra ryggradslösa djur.
Landskapet i utbredningsområdet bedöms som oskadat och därför listas arten trots sin sällsynthet som livskraftig (LC).